# Xuân Hồng
Xuân Hồng (12 tháng 12 năm 1928 - 14 tháng 5 năm 1996) là một nhạc sĩ nhạc đỏ. Ông nổi tiếng với những nhạc phẩm Bài ca may áo, Xuân chiến khu, Tiếng chày trên sóc Bom Bo, Mùa xuân trên Thành phố Hồ Chí Minh, Mùa xuân bên cửa sổ,... Ông là nguyên Phó Tổng Thư ký Hội Nhạc sĩ Việt Nam, Tổng Thư ký Hội Nhạc sĩ Thành phố Hồ Chí Minh.

## Tiểu sử và sự nghiệp
Nhạc sĩ Xuân Hồng tên thật Nguyễn Hồng Xuân, sinh năm 1928 tại Châu Thành, Tây Ninh. Ông sinh ra trong gia đình nông dân yêu thích nhạc tài tử do đó ông học nhạc từ rất sớm.
Xuân Hồng tham gia cách mạng từ những năm đầu của cuộc kháng chiến chống Pháp với nhiệm vụ giao liên. Ngoài làm nhiệm vụ, ông bắt đầu tham gia hoạt động văn nghệ ở chiến trường. Năm 1949, ông bắt đầu sáng tác những ca khúc đầu tiên. Năm 1954, ông được phân công hoạt động bí mật ở miền Nam. Năm 1960, ông tham gia Quân giải phóng miền Nam Việt Nam và làm chính trị viên đơn bị C.40. Thời điểm này ông có được nhiều sáng tác trong đó kể đến là ca khúc Bài ca may áo.
Năm 1963, ông được giao nhiệm vụ thành lập đoàn văn công của Quân giải phóng miền Nam Việt Nam. Từ đây, những nhạc phẩm nổi tiếng của ông ra đời như Xuân chiến khu (1963), Chiếc khăn tay (1964), Hành quân đêm (viết với Trí Thanh - 1965) và Tiếng chày trên sóc Bom Bo (1966). Năm 1967, ông làm trưởng đoàn ca múa Quân giải phóng rồi sau đó được cử đi học sáng tác tại Trường âm nhạc Việt Nam. Năm 1973, ông trở về chiến trường và giữ các chức đoàn trưởng đoàn văn công rồi Trưởng ban văn nghệ Cục chính trị của Quân giải phóng.
Sau 1975, đất nước thống nhất, ông giữ chức Trưởng phòng Nghệ thuật sân khấu Sở Văn hóa, Phó Chủ tịch Hội Văn nghệ Thành phố Hồ Chí Minh. Ông viết nhạc phẩm Mùa xuân trên Thành phố Hồ Chí Minh vào năm 1975. Sau đó, ông đã trải qua nhiều chức vụ như Tổng Thư ký Hội Âm nhạc Thành phố Hồ Chí Minh, Ủy viên thư ký Hội Nhạc sĩ Việt Nam khóa III, Phó Tổng Thư ký Hội Nhạc sĩ Việt Nam khóa IV. Những ca khúc tiếp theo đó của ông như Mùa xuân bên cửa sổ, Cây đàn ghi ta của đại đội ba, Người Mẹ của tôi,... vẫn được công chúng đón nhận và yêu thích.
Xuân Hồng là nhạc sĩ có nhiều sáng tác hay về mùa xuân. Những sáng tác của ông đa phần đều mang âm hưởng dân ca Nam Bộ, dễ nghe và dễ đi vào lòng người. Ngoài những sáng tác kể trên, ông còn có những sáng tác khác cũng nói về mùa xuân như Gương mặt mùa xuân, Bức ảnh mùa xuân, Thành phố vườn hoa bốn mùa, Nắng Sài Gòn,...
Nhạc sĩ Xuân Hồng mất vào 14 tháng 5 năm 1996. Trước khi mất, trong 4 tháng đầu của năm 1996, ông đã hoàn thành 7 ca khúc cuối cùng: Gương mặt mùa xuân, Đà Lạt cuối thu (thơ P.N. Thường Đoan), Biết nói cùng ai (thơ Hồ Thụy Mỹ Hạnh), Khi người lính trở về (thơ Trần Văn Trà), Người đẹp phố tôi (thơ Vân An), Hồn hoa (thơ Lê Minh Quốc) và Đứng giữa đồng không (thơ Vũ Hữu Định).
Xuân Hồng là cha chồng của nữ ca sĩ Ngọc Ánh (ca sĩ nữ nổi tiếng vào thập niên 1980)

## Giải thưởng
Nhạc sĩ Xuân Hồng đã nhận được các giải thưởng:
- Huân chương Kháng chiến chống Pháp, Mỹ hạng nhất, ba.
- Huân chương Chiến sĩ vẻ vang hạng Ba
- Huân chương Chiến sĩ giải phóng hạng Nhất, Nhì, Ba
- Huy hiệu tham gia Chiến dịch Hồ Chí Minh
- Huy hiệu 40 năm tuổi Đảng năm 1989
- Giải thưởng Nguyễn Đình Chiểu của Hội văn nghệ Giải phóng Miền Nam Việt Nam năm 1963
- Năm 2005: Ông được truy tặng Giải thưởng Hồ Chí Minh về văn học nghệ thuật
- Ngày 30 tháng 4 năm 2004, ông được nhà nước Việt Nam truy tặng Huân chương Độc lập hạng nhì
- Giải thưởng văn học nghệ thuật Nguyễn Quang Diêu Đồng Tháp năm 2005
- Tháng 12/2014 Ông được truy tặng danh hiệu Anh hùng Lực lượng vũ trang nhân dân

## Tác phẩm
- Bài ca may áo (1960)
- Biết nói cùng ai (thơ Hồ Thụy Mỹ Hạnh) (1996)
- Bức ảnh mùa xuân (1988)
- Cây đàn ghi ta của đại đội ba (1984)
- Chiếc khăn tay (1964)
- Chú thỏ con
- Đà Lạt cuối thu (thơ P.N. Thường Đoan) (1996)
- Đứng giữa đồng không (thơ Vũ Hữu Định) (1996)
- Đôi mắt
- Gương mặt mùa xuân (1996)
- Hành quân đêm (viết với Trí Thanh) (1965)
- Hồn hoa (thơ Lê Minh Quốc) (1996)
- Khi người lính trở về (thơ Trần Văn Trà) (1996)
- Khúc xuân (thơ Ngân Thương) (1995)
- Mùa xuân bên cửa sổ (thơ Song Hảo) (1985)
- Mùa xuân trên thành phố Hồ Chí Minh (1975)
- Nắng Sài Gòn
- Người đẹp phố tôi (thơ Vân An) (1996)
- Người Mẹ của tôi (1989)
- Tiếng chày trên sóc Bom Bo (1966)
- Về Đồng Nai (1984)
- Về Tây Ninh quê em
- Xuân chiến khu (1963)